# بني زمنزر
بني زمنزر إحدى بلديات دائرة بني دوالة التابعة  لولاية تيزي وزو.

## أعلام
- الشيخ الحسناوي

## مواضيع ذات صلة
- بلديات ولاية تيزي وزو
- دوائر ولاية تيزي وزو